# Echinorhynchus oblitus
Echinorhynchus oblitus är en hakmaskart som beskrevs av Yves-Jean Golvan 1969. Echinorhynchus oblitus ingår i släktet Echinorhynchus och familjen Echinorhynchidae. Inga underarter finns listade i Catalogue of Life.